# Вилабела (Верона)
Вилабела (итал. Villabella) је насеље у Италији у округу Верона, региону Венето.
Према процени из 2011. у насељу је живело 872 становника. Насеље се налази на надморској висини од 30 м.